# Bolchaïa Kokchaga
La Bolchaïa Kokchaga (en russe : Больша́я Кокша́га, « Grande Kokchaga » ; en mari : Кугу Какшан, Kugu Kakšan) est une rivière de Russie et un affluent gauche de la Volga.

## Géographie
La Bolchaïa Kokchaga arrose l'oblast de Kirov et la République des Maris. Elle se jette dans la Volga à la hauteur du réservoir de Kouïbychev, près de Kokchaïsk.
Longue de 297 km, elle draine un bassin versant de 6 330 km2.
Elle a un régime à la fois nival et pluvial. Elle est habituellement gelée de novembre à avril.